# Französischer Grunzer
Der Französische Grunzer (Haemulon flavolineatum), auch Gelber Grunzerfisch genannt, ist ein Fisch aus der Familie der Süßlippen und Grunzer (Haemulidae). 

## Merkmale

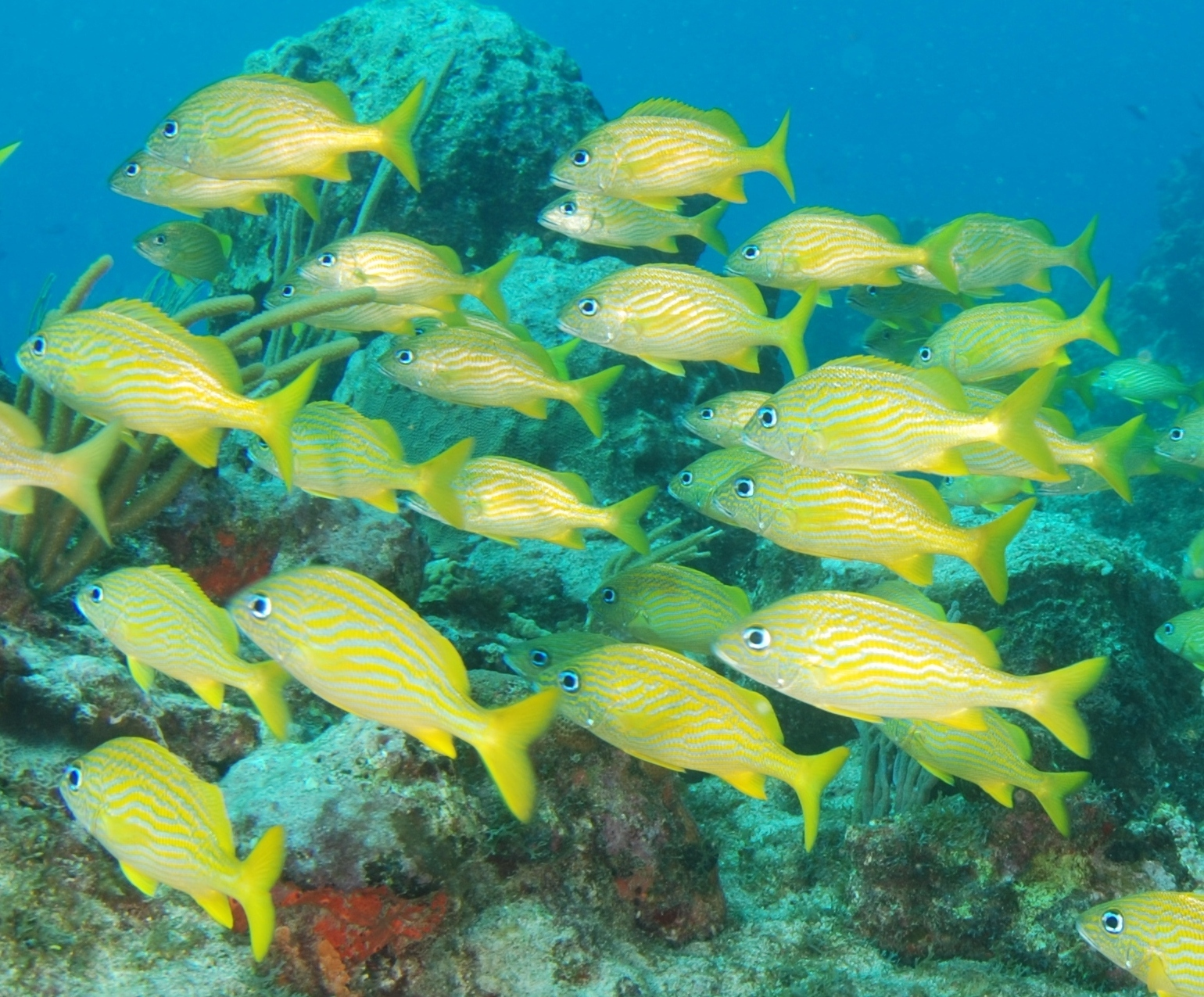
Eine Gruppe Französischer Grunzer

Er ist ausgewachsen bis zu 30 cm groß (Männchen). Ihre leuchtend gelben Streifen verlaufen leicht diagonal, was die Tiere leicht von den mit ihnen verwandten Blaustreifen-Grunzern unterscheidbar macht. 

## Verbreitung
Französische Grunzer sind im West-Atlantik verbreitet, von der Küste von South Carolina bis zur Küste Brasiliens, um die Bermudas und die Westindischen Inseln. Dort finden sie sich in Wassertiefen bis zu 60 Metern in Fels- und Korallenriffen.

## Lebensweise
Der Französische Grunzer tritt meist in großen Schulen auf. Er hält sich unter Felsvorsprüngen oder Korallen der Art Acropora palmata auf, Jungtiere finden sich häufig in Seegraswiesen. Die Tiere fressen hauptsächlich kleine Krebstiere. Die marine Assel Gnathia marleyi ist ein Ektoparasit des Fisches.